# Vildnis (band)
 For alternative betydninger, se Vildnis. (Se også artikler, som begynder med Vildnis)
Vildnis er et dansk band som spiller deres egne dansksprogede sange. 
Deres musikstil er bl.a. kaldt det "viserock".[kilde mangler] Vildnis har bl.a. modtaget P4-prisen ved Danish Music Awards - Folk i 2006.
Bandet huserede i nogle år som kultorkester i København, før pladedebutten, Vildnis, udkom i 2003, hvilket førte til jobs rundt omkring i landet. Bandet består af bassist Niels Dahl, sanger og guitarist Morten Nørby, trommeslager Jesper Elnegaard, guitarist Rune Funch og multiinstrumentalist Gustaf Ljunggren (også kendt fra Gustaf Ljunggrens Orkester). Niclas Knudsen forlod Vildnis efter den første CD Vildnis. Bandets andet album, København By Night, udkom i 2005.
I 2013 udkom gruppens tredje album under titlen Ud af det Blå.
Gruppens sange skrives af Nørby og Dahl.

## Diskografi

### Albums
- Vildnis (2003)
- København By Night (2005)
- Ud af det Blå (2013)

### Singler
- "Jeg vil elske" (single), 2003
- "Hip Hurra" (single), 2005
- "Hjerternes Fest" (julesingle), 2005
- "Grøn Lennon"
- "Hva' Nu Hvis" (single), 2013